# اغواگری – دختر عجیب
اغواگری – دختر عجیب (آلمانی: Die Verführung – Das fremde Mädchen) یک تله‌فیلم آلمانی به کارگردانی «هانو سالونن» است که در سال ۲۰۱۱ منتشر شد.
از بازیگران این فیلم می‌توان به کریستف ام. اورت، بتینا زیمرمان، یورگن شورناگل، کسنیا جورجا آسنتسا و زونیا گرهارد اشاره کرد.